# McLaren MP4/11
McLaren MP4/11 je McLarnov dirkalnik Formule 1, ki je bil v uporabi v sezoni 1996, ko sta z njim dirkala Mika Häkkinen in David Coulthard. Najboljšo McLarnovo uvrstitev sezone je dosegel Coulthard z drugim mestom na Veliki nagradi Monaka, ob tem je dosegel še eno tretje mesto, oboje v prvem delu sezone. V drugem delu sezone pa se je bolj izkazal Häkkinen, ki je dosegel štiri tretja mesta. Ob koncu sezone je moštvo zasedlo četrto mesto v prvenstvu z 49-imi točkami.

## Popolni rezultati Formule 1
(legenda) (odebeljene dirke pomenijo najboljši štartni položaj, poševne pa najhitrejši krog)
| Leto | Moštvo  | Motor        | Gume | Dirkači         | 1   | 2   | 3   | 4  | 5   | 6   | 7   | 8   | 9   | 10 | 11  | 12  | 13  | 14  | 15  | 16  | Toč | Prv |
| ---- | ------- | ------------ | ---- | --------------- | --- | --- | --- | -- | --- | --- | --- | --- | --- | -- | --- | --- | --- | --- | --- | --- | --- | --- |
| 1996 | McLaren | Mercedes V10 | G    |                 | AVS | BRA | ARG | EU | SMR | MON | ŠPA | KAN | FRA | VB | NEM | MAD | BEL | ITA | POR | JAP | 49  | 4.  |
| 1996 | McLaren | Mercedes V10 | G    | Mika Häkkinen   | 5   | 4   | Ret | 8  | 8   | 6   | 5   | 5   | 5   | 3  | Ret | 4   | 3   | 3   | Ret | 3   | 49  | 4.  |
| 1996 | McLaren | Mercedes V10 | G    | David Coulthard | Ret | Ret | 7   | 3  | Ret | 2   | Ret | 4   | 6   | 5  | 5   | Ret | Ret | Ret | 13  | 8   | 49  | 4.  |